# Ferriet (ijzer)
Ferriet of alfa-ijzer (α-Fe) en delta-ijzer (δ-Fe) zijn twee allotropen van ijzer en komen ook voor als een gemengde en vaste oplossing van koolstof in ijzer, oftewel staal. Hierbij zijn de atomen volgens het kubisch ruimtelijk gecentreerde atoomrooster gestapeld. Deze structuur komt bij ongelegeerde staalsoorten alleen voor boven een temperatuur van 727 °C (gebieden e en n in de tabel).

## Microstructuur

Transformaties in het kristalrooster tussen de verschillende allotropen van ijzer bij verschillende temperaturen. Van boven naar beneden: δ-Fe (ferriet), γ-Fe (austeniet) en α-Fe (ferriet).

De atomen in staal kunnen op vele manieren gerangschikt zijn. Deze rangschikking bepaalt de microstructuur van het materiaal. Hoe deze microstructuur eruitziet, hangt niet alleen af van de bestanddelen van staal en hun onderlinge verhoudingen, maar ook van de kracht, temperatuur en snelheid waarmee het staal is bewerkt. De mechanische eigenschappen van staal zijn sterk afhankelijk van de microstructuur. Een van de mogelijke microstructuren is ferriet. Deze microstructuur is zichtbaar onder een microscoop.
De ferrietstructuur "α-Fe" is de structuur van ijzer bij kamertemperatuur. De ijzeratomen zijn in deze structuur gerangschikt volgens het kubisch ruimtelijk gecentreerde kristalrooster. Wanneer ferriet wordt verwarmd tot boven de 912°C, verandert de kristalstructuur van het ijzer. De structuur die dan ontstaat, is niet langer ferritisch, maar austenitisch (γ-Fe) met een kubisch vlakgecentreerd kristalrooster. Bij nog verder verhitten tot 1394°C wordt het austeniet terug omgezet in δ-ferriet (δ-Fe) met een kubisch ruimtelijk gecentreerd rooster, dat uiteindelijk smelt bij 1538°C. In het ijzer-koolstofdiagram hiernaast zijn de genoemde temperaturen terug te vinden wanneer men kijkt naar de temperaturen die gelden bij 0% koolstof.
Wanneer ferriet aanwezig is in staal, bevat de structuur zelf niet meer dan 0,022 wt% koolstof. Ferriet is in dat geval een van de twee bestanddelen van perliet of bainiet. Het tweede bestanddeel is in beide gevallen cementiet (Fe3C).